# Kayla Day
Kayla Day (Santa Barbara, 28 settembre 1999) è una tennista statunitense.

## Biografia
Nata e cresciuta a Santa Barbara, in California, ha passaporto ceco grazie alla nazionalità della madre.
Ha due cani che si chiamano Rafa e Garbine in onore dei due tennisti spagnoli, Nadal e Muguruza.

## Carriera
Kayla Day ha vinto 6 titoli in singolare e 3 titoli in doppio nel circuito ITF in carriera.
Il 1º aprile 2024 ha raggiunto il best ranking mondiale nel singolare, nr 84; il 29 gennaio 2018 ha raggiunto il miglior piazzamento mondiale nel doppio, nr 133.
Mancina, ha vinto da junior l'US Open conquistando la vetta della classifica juniores. Nel circuito maggiore ha avuto difficoltà ad imporsi riuscendo a raggiungere la posizione n.123 dopo un'ottima prestazione ad Indian Wells, in cui ha battuto la semifinalista dell'Australian Open, Mirjana Lučić-Baroni, prima di cedere al terzo turno contro la campionessa in carica dell'Open di Francia, Garbine Muguruza, ma non prima di aver vinto il primo set. Nel corso della sua carriera ha subito una moltitudine di infortuni che le hanno impedito di avere una certa continuità di prestazioni in campo. 
È stata allenata da Pat Cash, e dal di lui figlio, Jett.

## Statistiche ITF

### Singolare

#### Vittorie (6)
| Torneo $100.000 (2) |
| Torneo $80.000 (0)  |
| Torneo $75.000 (0)  |
| Torneo $60.000 (0)  |
| Torneo $50.000 (1)  |
| Torneo $40.000 (0)  |
| Torneo $25.000 (3)  |
| Torneo $15.000 (0)  |
| Torneo $10.000 (0)  |

| N. | Data            | Torneo                                                   | Superficie  | Avversaria in finale | Punteggio     |
| 1. | 30 ottobre 2016 | Tennis Classic of Macon, Macon                           | Cemento     | Danielle Collins     | 6–1, 6–3      |
| 2. | 22 maggio 2022  | Naples Women's Tennis, Naples                            | Terra verde | Ana Sofía Sánchez    | 6–1, 6–1      |
| 3. | 9 ottobre 2022  | Ascension Project Women's Open, Redding                  | Cemento     | Jamie Loeb           | 6–3, 6–4      |
| 4. | 7 maggio 2023   | FineMark Women's Pro Tennis Championship, Bonita Springs | Terra verde | Ann Li               | 6–2, 6–2      |
| 5. | 23 luglio 2023  | Championnats de Granby, Granby                           | Cemento     | Katherine Sebov      | 6–4, 2–6, 7–5 |
| 6. | 10 agosto 2025  | Southaven Open, Southaven                                | Cemento     | Ana Sofía Sánchez    | 6-4, 6-1      |

#### Sconfitte (8)
| Torneo $100.000 (0) |
| Torneo $80.000 (1)  |
| Torneo $75.000 (0)  |
| Torneo $60.000 (1)  |
| Torneo $50.000 (0)  |
| Torneo $40.000 (0)  |
| Torneo $25.000 (5)  |
| Torneo $15.000 (1)  |
| Torneo $10.000 (0)  |

| N. | Data              | Torneo                                                | Superficie  | Avversaria in finale | Punteggio     |
| 1. | 15 maggio 2016    | Sanchez-Casal Women's Pro Circuit, Naples             | Terra verde | Valerija Solov'ëva   | 4–6, 0–6      |
| 2. | 26 febbraio 2017  | Del Mar Financial Partners Inc. Open, Rancho Santa Fe | Cemento     | Bianca Andreescu     | 4–6, 1–6      |
| 3. | 26 settembre 2021 | Fort Worth Women's, Fort Worth                        | Cemento     | Kaia Kanepi          | 2–6, 1–6      |
| 4. | 31 ottobre 2021   | H-E-B Women's Pro Tennis Open, Austin                 | Cemento     | Mirjam Björklund     | 6–2, 2–6, 2–6 |
| 5. | 26 giugno 2022    | Wichita Tennis Open, Wichita                          | Cemento     | Elizabeth Mandlik    | 3–6, 3–6      |
| 6. | 29 ottobre 2023   | Christus Health Pro Challenge, Tyler                  | Cemento     | Emma Navarro         | 3–6, 4–6      |
| 7. | 28 aprile 2024    | Boar's Head Resort Women's Open, Charlottesville      | Terra verde | Louisa Chirico       | 1–6, 5–7      |
| 8. | 13 luglio 2025    | SDSU Aztec Pro Open, San Diego                        | Cemento     | Tianmei Wang         | 4-6, 3-6      |

### Doppio

#### Vittorie (3)
| Torneo $100.000 (0) |
| Torneo $80.000 (0)  |
| Torneo $75.000 (0)  |
| Torneo $60.000 (1)  |
| Torneo $50.000 (0)  |
| Torneo $40.000 (0)  |
| Torneo $25.000 (2)  |
| Torneo $15.000 (0)  |
| Torneo $10.000 (0)  |

| N. | Data             | Torneo                                                | Superficie | Compagna          | Avversarie in finale            | Punteggio        |
| 1. | 25 febbraio 2017 | Del Mar Financial Partners Inc. Open, Rancho Santa Fe | Cemento    | Caroline Dolehide | Anhelina Kalinina Chiara Scholl | 6–3, 1–6, [10–7] |
| 2. | 29 febbraio 2020 | Del Mar Financial Partners Inc. Open, Rancho Santa Fe | Cemento    | Sophia Whittle    | Eudice Wong Chong You Xiaodi    | 6–2, 5–7, [10–7] |
| 3. | 12 ottobre 2024  | Edmond Open, Edmond                                   | Cemento    | Jaimee Fourlis    | Sophie Chang Rasheeda McAdoo    | 7–5, 7–5         |

#### Sconfitte (2)
| Torneo $100.000 (1) |
| Torneo $80.000 (0)  |
| Torneo $75.000 (0)  |
| Torneo $60.000 (0)  |
| Torneo $50.000 (0)  |
| Torneo $40.000 (0)  |
| Torneo $25.000 (1)  |
| Torneo $15.000 (0)  |
| Torneo $10.000 (0)  |

| N. | Data            | Torneo                              | Superficie  | Compagna          | Avversarie in finale              | Punteggio   |
| 1. | 5 febbraio 2017 | Dow Corning Tennis Classic, Midland | Cemento (i) | Caroline Dolehide | Ashley Weinhold Caitlin Whoriskey | 6(1)–7, 3–6 |
| 2. | 10 maggio 2025  | 3D Payments Cup, Boca Raton         | Terra verde | Allura Zamarripa  | Fiona Crawley Alana Smith         | 4-6, 2-6    |

## Grand Slam Junior

### Singolare

#### Vittorie (1)
| Tornei del Grande Slam  |
| ----------------------- |
| Australian Open (0)     |
| Open di Francia (0)     |
| Torneo di Wimbledon (0) |
| US Open (1)             |

| N. | Data              | Torneo            | Superficie | Avversario in finale | Punteggio |
| 1. | 10 settembre 2016 | US Open, New York | Cemento    | Viktória Kužmová     | 6–3, 6–2  |

### Doppio

#### Sconfitte (1)
| Tornei del Grande Slam  |
| ----------------------- |
| Australian Open (0)     |
| Open di Francia (0)     |
| Torneo di Wimbledon (0) |
| US Open (1)             |

| N. | Data              | Torneo            | Superficie | Compagna          | Avversarie in finale         | Punteggio         |
| 1. | 10 settembre 2016 | US Open, New York | Cemento    | Caroline Dolehide | Jada Myii Hart Ena Shibahara | 6-4, 2–6, [11–13] |